# Marcello Fonte
Marcello Fonte (Melito di Porto Salvo, 7 de noviembre de 1978) es un actor italiano.

## Biografía
Durante su infancia y adolescencia vivió en el barrio de Archi en la periferia de Reggio Calabria, donde a los diez años de edad aprendió a tocar el redoblante en una banda de música del pueblo (experiencia que iba a plasmar en el filme autobiográfico Asino vola). Otra experiencia formativa importante fue su periodo en el grupo scout AGESCI Reggio Calabria 9 en Archi Carmine. En 1999 se mudó a Roma. Trabajando como guardia en el Teatro Valle, y alentado por su hermano escenógrafo, se apasionó por la actuación y obtuvo breves papeles en producciones televisivas y cinematográficas.
En 2015 escribió, codirigió (junto a Paolo Tripodi) e interpretó Asino vola, estrenada en el Locarno Festival en la Piazza Grande. Posteriormente actuó en la serie de televisión La mafia uccide solo d'estate (2016) y en las películas L'intrusa (2017) de Leonardo Di Costanzo e Io sono Tempesta (2018) de Daniele Luchetti. El mismo año protagonizó Dogman de Matteo Garrone por la cual ganó el premio del Festival de Cannes al mejor actor y el Premio del Cine Europeo al mejor actor europeo.

## Filmografía

### Actor

#### Cine
- Concorrenza sleale (2001), de Ettore Scola
- Apri gli occhi e... sogna (2002), de Rosario Errico
- Devorador de pecados (2003), de Brian Helgeland
- Signora (2004), de Francesco Laudadio[1]
- Il sangue dei vinti (2008) , de Michele Soavi
- Corpo celeste (2011), de Alice Rohrwacher
- Troppolitani - Valle occupato (2012), de Antonio Rezza y Flavia Mastrella - documental[8]
- Asino vola (2015), de Marcello Fonte y Paolo Tripodi
- L'intrusa (2017), de Leonardo Di Costanzo
- Io sono Tempesta (2018), de Daniele Luchetti
- Dogman (2018), de Matteo Garrone
- Aspromonte - La terra degli ultimi (2019), de Mimmo Calopresti
- Vivere (2019), de Francesca Archibugi
- Pinocho (2019), de Matteo Garrone
- Das Neue Evangelium (2020), de Milo Rau
- La svolta (2021), de Riccardo Antonaroli
- Il sesso degli angeli (2022), de Leonardo Pieraccioni

#### Televisión
- Stracult (2001) - programa[1]
- Don Matteo (2001) - serie[1]
- Diritto di difesa (2004) - miniserie[1]
- La mafia uccide solo d'estate (2016) – serie, 4 episodios
- I Know This Much Is True (2020) - miniserie, 2 episodios

#### Cortometrajes
- Terrazzi (2000), de Stefano Reali[1]
- Rosa Rosae (2000), de C. Comani y C. Bondi[1]
- Sette meno un minuto (2002), de Lorella Morlotti[1]
- Codice silenzioso (2015), de Enzo G. Castellari[1]
- La notte brucia (2021), de Angelica Gallo

### Director y guionista
- Asino vola (2015)

## Premios y distinciones
Festival Internacional de Cine de Cannes
| Año  | Categoría   | Película | Resultado | Ref.  |
| ---- | ----------- | -------- | --------- | ----- |
| 2018 | Mejor actor | Dogman   | Ganador   | [ 9 ] |